# Mar de Célebes
El mar de Célebes (o mar de Sulawesi) (en malayo e indonesio, Laut Sulawesi) se encuentra en la parte occidental del océano Pacífico.  
El mar de Célebes es un trozo de una antigua cuenca oceánica que se formó hace 42 millones de años en un entorno alejado de cualquier masa terrestre. Desde hace 20 millones de años, el movimiento de osificación ha empujado esta piscina oceánica lo suficientemente cerca de los volcanes de Indonesia y Filipinas para recibir desechos volcánicos. Desde hace 10 millones de años, el mar de Célebes se inundó con la deriva continental, incluido el carbón, que cayó de las jóvenes cordilleras de Borneo y esa cuenca se ha unido a Eurasia.
Está delimitado por el archipiélago de Joló al norte, con el mar de Sulu, y la isla Mindanao, Filipinas. Al este se encuentran las islas Sangi, al sur la isla de Célebes y al oeste la isla de Borneo. Ocupa un área de 472 000 km², alcanzando profundidades de hasta 6200 m.
El límite entre los mares de Sulawesi y Sulu está en la falla de Sibutu-Basilan. Fuertes corrientes oceánicas, fosas oceánicas profundas y altas montañas submarinas, combinadas con islas volcánicas, dan como resultado la formación de características oceanográficas complejas.

## Geología
El mar de Célebes está subyacente a una placa oceánica con una extensión oceánica media en la parte central. Esta placa se subduce hacia el sur y el norte. En esta zona se han realizado varios estudios sísmicos y perforaciones de investigación para obtener información geológica. La geología del mar de Célebes se ha descrito en el Wikilibro Geología de Indonesia.
El mar de Célebes es un trozo de una antigua cuenca oceánica que se formó hace 42 millones de años en un lugar alejado de cualquier masa terrestre. Hace 20 millones de años, el movimiento de la corteza terrestre había acercado la cuenca lo suficiente a los volcanes indonesios y filipinos como para recibir los desechos emitidos. Hace 10 millones de años, el mar de Célebes se inundó de desechos continentales, incluido el carbón, que se desprendió de una joven montaña en crecimiento en Borneo y la cuenca se acopló a Eurasia.

## Clima
El clima dominante en esta zona es el tropical. Entre la cuenco de Célebes y la fosa de las Filipinas tiene lugar el intercambio de agua con el océano Pacífico. En verano, el monzón provoca el intercambio de agua con el mar de Java a través del estrecho de Makassar.

## Vida marina

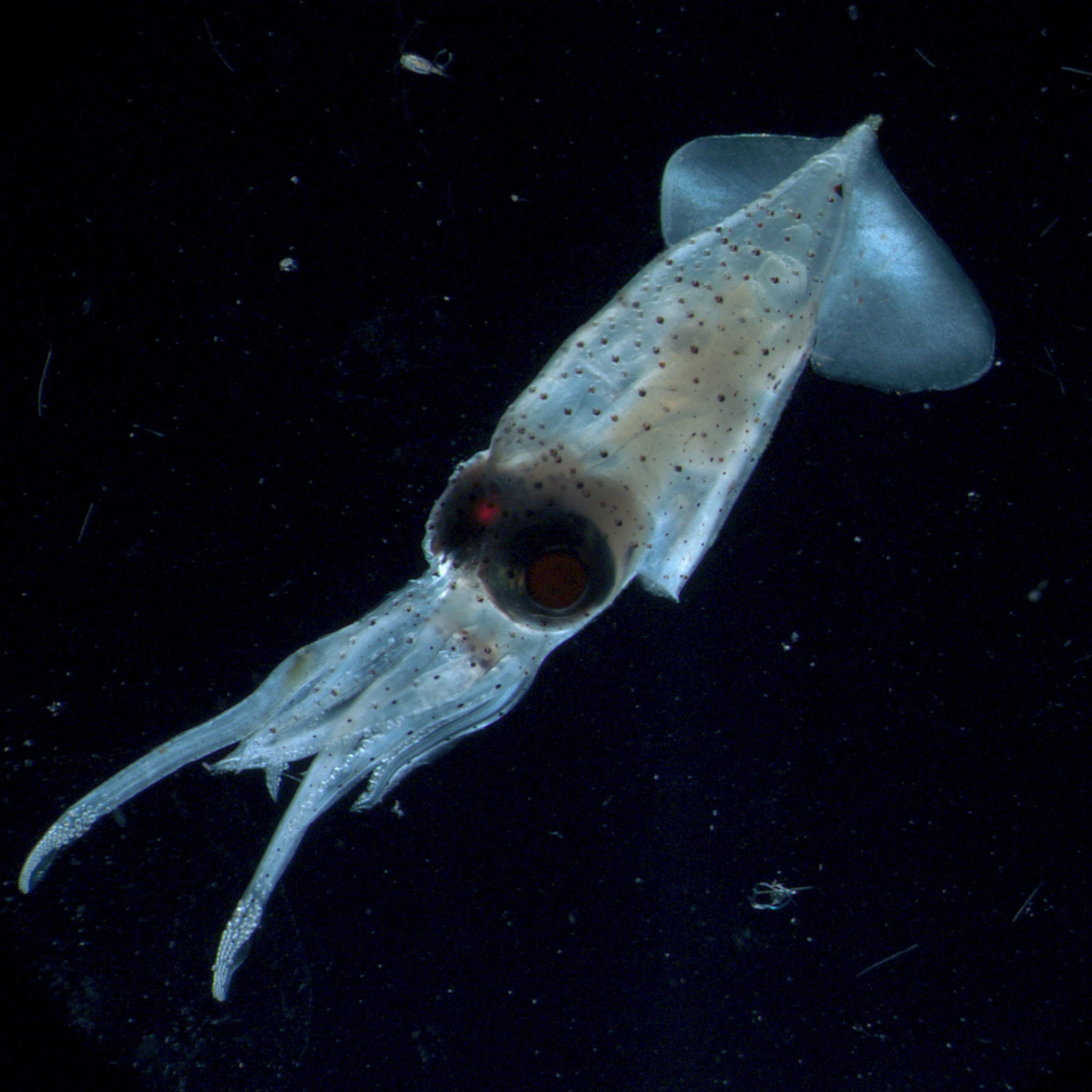
Calamares del género Enoploteuthis en el Mar de Célebes.

El mar de Célebes es el hogar de muchas especies de peces y criaturas submarinas. El entorno tropical y las aguas cálidas y claras permiten el hábitat de aproximadamente 580 de las 793 especies de corales formadores de arrecifes que son unos de los más ricos del mundo, y una impresionante variedad de vida submarina, incluidas ballenas y delfines, tortugas marinas, rayas, rayas águila, barracuda, marlín así como corales y especies pelágicas. El atún y el atún de aleta amarilla también son abundantes.
En 1997, la presencia del celacanto fue confirmada por el biólogo estadounidense Mark Erdmann. Este pez, familiar para los pescadores de Célebes, se llama localmente raja laut, "rey del mar".
Además de la abundancia de pesca en el mar de Célebes, este mar también produce productos como hierbas y algas marinas.

## Delimitación de la OHI
La máxima autoridad internacional en materia de delimitación de mares, la Organización Hidrográfica Internacional (International Hydrographic Organization, IHO), considera el mar de Célebes como un mar. En su publicación de referencia mundial, Limits of oceans and seas (Límites de océanos y mares, 3ª edición de 1953), le asigna el número de identificación 48b, dentro del archipiélago de las Indias Orientales y lo define de la forma siguiente:

En el Norte.
 El límite sur del mar de Sulu (48 a) y la costa sudoeste de Mindanao.
En el este.
 Una línea desde Tanjong Tinaka, la punta meridional de Mindanao, a la punta norte de Sangi (3°45'N, 125°26'E) y desde allí a través de las islas Sangi a Tanjong Poeisan, el extremo noreste de Célebes.
En el sur.
 La costa norte de Célebes entre Tanjong Poeisan y Stroomenkaap (cabo Rivers) (1°20'N, 120°52'E) y de allí a Ene hasta Tanjong Mangkalihat, en Borneo, el límite norte del estrecho de Makassar (48 m).
En el oeste.
 Labian, el límite meridional del mar de Sulu (48 a).
Limits of oceans and seas, pág. 25-26.

## Delimitación de la frontera de la zona económica exclusiva
El 23 de mayo de 2013, el gobierno de la República de Filipinas y el gobierno de la República de Indonesia firmaron un acuerdo para establecer la línea fronteriza que delimita la zona económica exclusiva (ZEE) de cada uno de ambos países. Se ha acordado que al norte de la línea fronteriza estará bajo la jurisdicción de Filipinas (denominada mar de Mindanao) e Indonesia estará al sur de la línea fronteriza (denominada mar de Célebes).
| Punto | Latitud     | Longitud       |
| ----- | ----------- | -------------- |
| 1     | 3° 06’ 41 N | 119° 55’ 34 E  |
| 2     | 3° 26’ 36 N | 121° 21′ 31 E  |
| 3     | 3° 48′ 58 N | 122° 56′ 03 E  |
| 4     | 4° 57′ 42 N | 124° 51′ 17 E  |
| 5     | 5° 02′ 48 N | 125° 28’ 20 E  |
| 6     | 6° 25′ 21 N | 127° 11′ 42 E  |
| 7     | 6° 24′ 25 N | 128° 39′ 02″ E |
| 8     | 6° 24′ 20 N | 129° 31’ 31 E  |

## Piratas de Sulawesi
El mar de Célebes es conocido por la existencia de piratas que atacan barcos pesqueros e incluso grandes cargueros. Para evitar su actuación, las autoridades combaten a los piratas a través de tecnologías modernas con embarcaciones rápidas, radares y GPS. Para proteger al turismo, Malasia ha desplegado su armada por este mar, para evitar que vuelva a ocurrir la toma de rehenes que tuvo lugar en 2000 por parte de rebeldes filipinos. 

## Nuevas especies
Científicos filipinos y estadounidenses han hallado aparentemente entre 50 y 100 nuevas especies de fauna y marina en el mar de Célebes entre Filipinas e Indonesia, una de las mayores reservas de biodiversidad del planeta.[cita requerida]
Entre ellas se encuentran un pepino naranja, un pequeño pez similar al que protagoniza la película de Disney Buscando a Nemo y un gusano con tentáculos que le salen de la cabeza.[cita requerida] Un equipo de científicos del Instituto Oceanográfico de Woods Hole y la organización National Geographic, en colaboración con el Gobierno filipino, peinó a principios de mes una amplia zona del mar de Célebes que por el momento se encuentra a salvo del aumento del nivel de las aguas a causa del calentamiento global. Se acaban de descubrir más de 100 nuevas especies en este curioso mar.

## Importancia comercial
El mar de Célebes es una ruta marítima importante para el comercio regional. El mar también es popular para el submarinismo y los cruceros oceánicos de lujo.